# Dili
Dili (in portoghese Díli) è la capitale di Timor Est e il capoluogo del distretto omonimo. Si trova sulla costa settentrionale dell'isola di Timor, la più orientale delle Piccole Isole della Sonda. Dili è il porto principale e centro commerciale e amministrativo di Timor Est e ha circa 220 000 abitanti, il 20% della popolazione dello Stato.

## Geografia fisica

### Territorio
La città è situata sulla costa nord dell'isola di Timor. È un vivace centro commerciale e un porto peschereccio sullo stretto di Ombai.

### Clima
La media annua delle precipitazioni piovose è di circa 910 mm, distribuite soprattutto nel periodo tra dicembre e maggio.
| Dili                | Mesi | Mesi | Mesi | Mesi | Mesi | Mesi | Mesi | Mesi | Mesi | Mesi | Mesi | Mesi | Stagioni | Stagioni | Stagioni | Stagioni | Anno |
| Dili                | Gen  | Feb  | Mar  | Apr  | Mag  | Giu  | Lug  | Ago  | Set  | Ott  | Nov  | Dic  | Inv      | Pri      | Est      | Aut      | Anno |
| ------------------- | ---- | ---- | ---- | ---- | ---- | ---- | ---- | ---- | ---- | ---- | ---- | ---- | -------- | -------- | -------- | -------- | ---- |
| T. max. media (°C)  | 31,1 | 31,1 | 31,6 | 31,8 | 31,7 | 31,0 | 30,6 | 30,5 | 30,9 | 31,5 | 32,3 | 31,8 | 31,3     | 31,7     | 30,7     | 31,6     | 31,3 |
| T. min. media (°C)  | 24,8 | 24,6 | 24,3 | 24,4 | 23,9 | 23,5 | 22,6 | 21,9 | 22,0 | 23,2 | 24,9 | 25,1 | 24,8     | 24,2     | 22,7     | 23,4     | 23,8 |
| Precipitazioni (mm) | 136  | 126  | 135  | 76   | 81   | 44   | 13   | 11   | 16   | 22   | 56   | 131  | 393      | 292      | 68       | 94       | 847  |

## Storia

### Dal XVII secolo alla seconda guerra mondiale
La prima capitale di Timor portoghese era Lifau, situata a 5 km a ovest di Pante Macassar, nell'enclave di Oecusse. È stato qui che si trovò il primo insediamento portoghese in quella che oggi è Timor Est, creato a metà del XVII secolo, come la fortezza costruita nel Cedola (oggi Kupang) nel 1646, che dovette essere abbandonata nel 1653 per imposizione degli olandesi. I conflitti regionali contro le autorità portoghesi a Lifau hanno portato il governatore António José Teles de Meneses ad evacuare la piazza l'11 agosto del 1769, distruggendola prima di partire. La nuova capitale di Timor portoghese è stata fondata nel Golfo di Dili e la sua costruzione iniziò il 10 ottobre dello stesso anno. Nei primi anni, la città era solo un piccolo agglomerato di case di legno, sommariamente protetto da trincee e bastioni. Gli edifici in legno sono stati distrutti da incendi successivi, fino a quando, nel 1834, sotto la guida del governatore José Maria Marques, Dili è stata debitamente urbanizzata, per poi essere elevata a città nel mese di gennaio del 1864. Rafael de Andrade Jacome Lopes, tra il 1881 e il 1888, ha effettuato una serie di miglioramenti a Dili, collegando la città ai villaggi circostanti con una strada, costruendo una rete di approvvigionamento idrico e innalzando il faro porto. Già agli inizi del XX secolo, sono stati costruiti cattedrale e palazzo del municipio di Dili, che però non sopravvisse all'invasione giapponese durante la seconda guerra mondiale ed all'occupazione nel secondo dopoguerra. Questa è stata una storia particolarmente nera per Dili e per Timor, a causa dei massacri della popolazione e della distruzione di edifici su vasta scala.

### Il ritorno del governatorato portoghese

Stemma di Dili tra il 1952 e il 1975

Dopo la guerra, tornò a Timor la dominazione portoghese, che sta intraprese un'ardua opera di ricostruzione e ne fece la capitale della colonia e di tutti gli altri centri abitati. Già durante la permanenza del colonnello Themudo Cockroach (governatore tra il 1959 e il 1963) è stato costruito il molo di Dili, restaurata la rete fognaria, reso regolare l'approvvigionamento di acqua e la fornitura di energia elettrica. Scuole e ospedali sono stati costruiti e riparati o costruite nuove strade e ponti. Seguì come Governatore il generale Alberty José Correia (dal 1963 al 1967), che fece sistemare le principali strade di Dili, estese il periodo di fornitura di energia elettrica a 24 ore il giorno ed approvò una legge che regolava le caratteristiche estetiche ed igieniche e il comfort, che tutti gli edifici avrebbero dovuto avere. I fondi del Piano di Sviluppo e del Ministero d'Oltremare vennero utilizzati per la costruzione di diversi edifici della città: il Centro Emittente Telecomunicazioni, gli uffici dei Lavori Pubblici, la Scuola Tecnica, il National Press, il CTT, il carcere. Il porto è stato modernizzato e ampliato: sono stati costruiti nuovi negozi e accessi, è stata aumentata la sua capacità di accoglienza delle navi fino a sette tonnellate di stazza, come "India" e "Timor", della Colonial Navigation Company. Tra il 1968 e il 1972, durante il governatorato del generale José Nogueira Valente Pires, il Municipio fece costruire alloggi sociali per i più poveri, contribuendo a migliorare la salute generale della città.

### La dichiarazione d'indipendenza e l'occupazione indonesiana
Timor Est ha dichiarato unilateralmente l'indipendenza il 28 novembre 1975. Tuttavia, nove giorni dopo, l'Indonesia invase Timor, trasformando il territorio come nella sua 27ª provincia, chiamata " Timor Timur ". Tuttavia, la resistenza di Timor, raccolta intorno al partito FRETILIN, ha intrapreso una lotta di continua guerriglia contro l'occupazione, ferocemente osteggiata da parte dell'esercito indonesiano. Nel corso dei 25 anni che durò l'occupazione indonesiana, decine di migliaia di civili sono stati uccisi. Uno dei massacri più toccanti della città fu quello del cimitero di Santa Cruz nel 1991. La copertura data dai media ha rivitalizzato il sostegno internazionale a favore dell'indipendenza di Timor Est, soprattutto all'estero, dove si formarono numerosi movimenti per sostenere la causa di Timor. Nel 1998, con la caduta del dittatore Suharto e la nomina di B.J. Habibie, il governo dell'Indonesia ha accettato lo svolgimento di un referendum per l'indipendenza di Timor Est sotto la supervisione dell'Organizzazione delle Nazioni Unite a Timor-Leste. La maggioranza (78,5%) ha votato a favore dell'indipendenza, il che ha scatenato le milizie manovrate dall'Indonesia, le quali portarono alla distruzione di gran parte della città, provocando una crisi di ordine pubblico, che si risolse solo con l'intervento di un nutrito contingente di truppe (prevalentemente australiane), che operò per il ripristino dell'ordine e della legalità su mandato delle Nazioni Unite (Risoluzione del Consiglio di sicurezza delle Nazioni Unite n. 1264 del 15 settembre 1999). A Dili furono anche istituiti gli special panels della corte del distretto di Dili, un Tribunale speciale che, con il supporto di una speciale unità investigativa, la Serious Crimes Unit, aveva il compito di perseguire gli autori dei crimini gravi commessi a Timor Est prima dell'intervento delle Nazioni Unite. Il 20 maggio 2002 Dili divenne nuovamente la capitale della Repubblica democratica di Timor-Leste.

### L'indipendenza: capitale di Timor Est
La maggior parte degli edifici avevano subito danni a causa della violenza del 1999, però, la città conservava ancora molti edifici e monumenti dell'era portoghese. Per consentire lo sviluppo sostenibile e la rimozione del carattere anarchico, data l'alta densità di popolazione che caratterizza oggi la capitale di Timor Est, Dili è in fase di sviluppo e, con il sostegno della Facoltà di Architettura dell'Università Tecnica di Lisbona, verrà predisposto un Piano Urbanistico, che delineerà la rete stradale e gli spazi pubblici, le attrezzature e le infrastrutture, le licenze e formulerà proposte nelle politiche settoriali.

## Monumenti e luoghi d'interesse

### Monumento alla Madonna

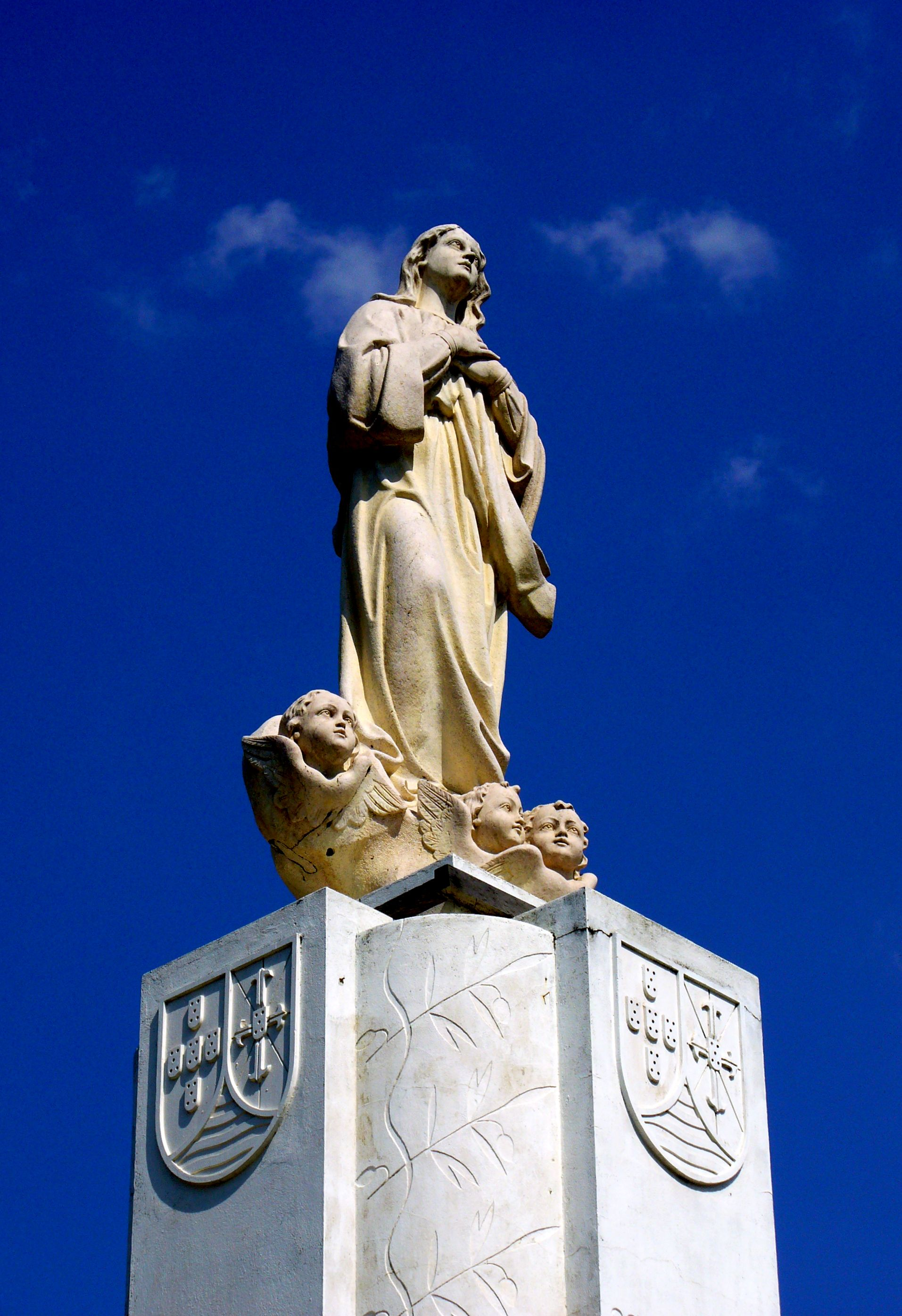
Il monumento all'Immacolata Concezione.

Costruito nell'Anno Mariano del 1954, durante il governatorato di César Maria de Serpa Rosa, occupa il centro di un giardino del Largo di Lecidere, ad est della piazza del Palazzo del Governo e di fronte alla maternità Leonor Dias. Presenta un alto basamento con le insegne della Timor portoghese e, in cima, l'immagine della Vergine circondata da angeli. Fin dal suo completamento, è divenuto il centro delle cerimonie religiose a Dili, quali, ad esempio, la consacrazione episcopale di Alberto Ricardo da Silva, che nel 2004 divenne vescovo di Dili. Durante l'occupazione indonesiana, un gruppo di persone sotto la guida di Margarida Soares, si riuniva giornalmente sotto il monumento par pregare per la pace a Timor Est.

### Monumento alle vittime dell'occupazione giapponese di Timor
Eretto nel 1946, nel quartiere di Taibesse, è costituito da un piedistallo sormontato da uno scudo con le armi del Portogallo e i colori nazionali, con due fucili incrociati sotto.

### Monumento alla ricostruzione di Timor
Accanto al giardino del monumento all'Amministratore tenente Manuel de Jesus Pires, sulla piazza grande un giardino circondato da una recinzione ed un cancello, di fronte al porto, contiene al suo centro un monumento alla Madonna, che è raggiungibile solo con il sentiero del giardino, fiancheggiato su entrambi i lati da un'illuminazione che evoca i segni del calvario di Cristo. Il monumento è costituito da un piedistallo con una piccola statua della Madonna sormontata da un attico a palma, identico ai tetti delle case di Timor. Sul piedistallo, una didascalia, posta sotto la bandiera portoghese, recita: «La fede in Portogallo e la ricostruzione di Timor» e l'indicazione del 2 ° Battaglione della Brigata Intervento Luce, 13 maggio 2001.

### Monumento all'Administratore Tenente Manuel de Jesus Pires
A Colmera, a ovest della piazza centrale del governo, di fronte al porto, un piccolo giardino triangolare circondato da un'inferriata in ferro battuto, comprende al suo centro un monumento «Per l'amministratore tenente Manuel de Jesus Pires 1895-1944», come indicato nella legenda alla base del piedistallo. Il monumento si trova sul lato est della piazza centrale e dal lato città ha lo scudo con le arme del Portogallo e di fronte al piedistallo che sormonta, la croce di Cristo.

### Monumento al Principe Enrico il Navigatore

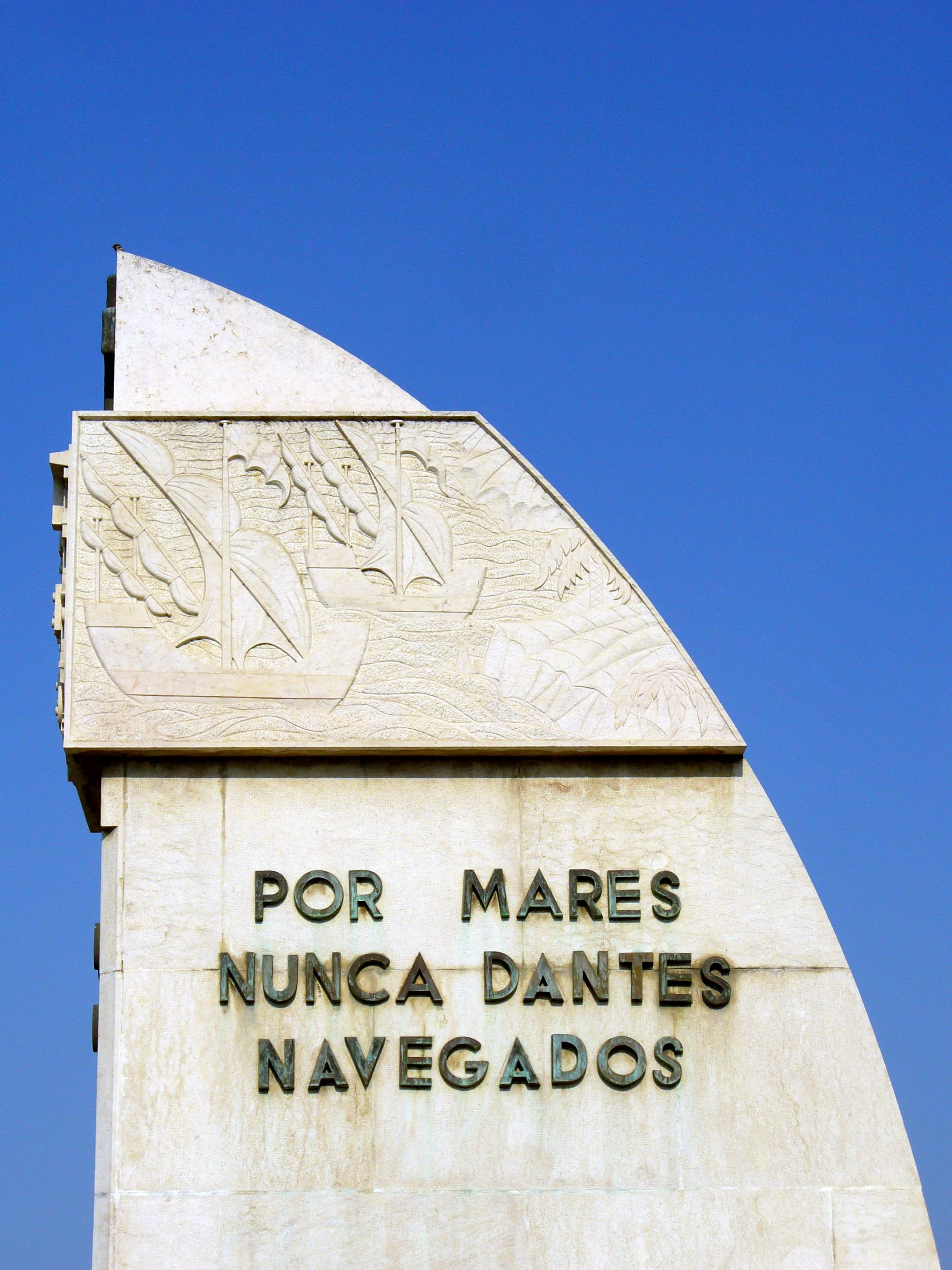
Monumento ad Enrico il Navigatore

Si trova nella piazza centrale, di fronte al Palazzo del Governo, e supera i due metri di altezza. È stato costruito nel 1960 ed integrato per le celebrazioni del quinto centenario della morte del principe Enrico il Navigatore. Esso consiste in una colonna con le arme del Portogallo, una croce di Cristo, una rosa dei venti e la scritta: «Por Mares Nunca Dantes Navegados» (Su mari mai prima navigati), al centro di un bacino d'acqua che venne aggiunto solo dopo il raggiungimento dell'indipendenza di Timor Est, nel 2001.

### Monumento all'Ingegnere Arthur Rezende
Eretto in un giardino vicino al faro e di fronte al mare, è l'unico in Dili con un busto in bronzo; la figura onorata sta su un piedistallo sormontato da uno scudo con le braccia del Portogallo e la didascalia: «Artur Ingegnere Canto Rezende, morto in carcere in Calabai nel 1945, vittima del suo patriottismo ed eroico altruismo.»

### Statua di Cristo Re
Sita sul monte Fatumaca, nella zona ovest di Dili, dove è possibile avvistare l'isola di Atauro, la statua di Cristo Re è stata inaugurata nell'ottobre 1996 dal presidente Suharto, in pieno periodo di occupazione indonesiana. I suoi 76 punti e 27 metri di altezza sono una chiara allusione all'annessione di Timor Est nel 1976 come 27ª provincia d'Indonesia. La statua è stata costruita con il sostegno finanziario di Giacarta, il governo provinciale di Timor Timur e di diverse aziende, tra cui la compagnia aerea indonesiana Garuda. La costruzione della statua di Cristo Re ha causato molte polemiche tra la popolazione, venendo vista da molti a Timor come simbolo politico imposto da Jakarta e non solo come una immagine religiosa. Il 24 novembre 1996, in una cerimonia che ha visto la partecipazione di 50 000 persone, Mons. Ximenes Belo, chiedendo giustizia e pace per Timor Est, alla fine benedisse la statua di Cristo Re, dopo aver premuto autorità per farla erigere.

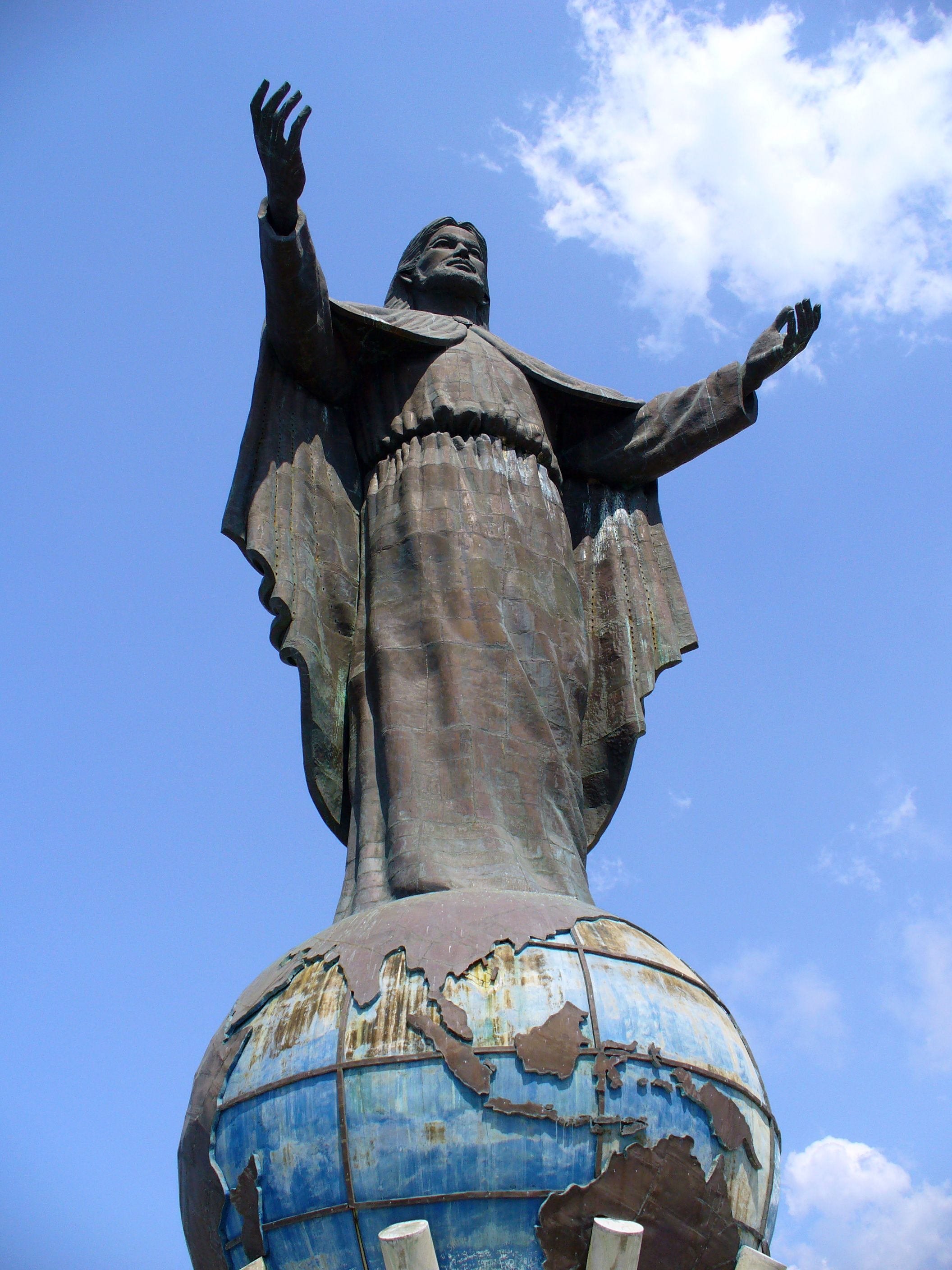
Il Cristo Re di Dili, statua alta 27 m collocata su una penisola poco fuori dalla città

### Monumento all'integrazione
Situato in quello che è ancora comunemente chiamato Taman Integrasi Park nel centro di Dili, è stato costruito dalle autorità indonesiane per celebrare l'integrazione di Timor Est nell'Indonesia, come sua 27ª provincia. Si compone di una statua di un liurai (capo locale di Timor) in abiti tradizionali e armato con la spada, liberandosi dalle catene che lo legavano mani e piedi. La base della statua è sospesa su quattro colonne di grandi dimensioni, che ricordano i monumenti staliniani. Monumenti vari simili, ineggianti all'integrazione, sono stati costruiti in tutto il territorio. Si prevede che il monumento sarà demolito.

### Palazzo del Governo
Si tratta di uno degli edifici d'epoca portoghesi che si stagliano a Dili, costruito come sede del governo provinciale e delle sue divisioni. Attualmente è la sede del governo della DRTL, guidato dal presidente José Ramos-Horta. Si tratta di una costruzione fatta dall'Estado Novo. L'opzione per un ampio colonnato deriva dall'influenza delle costruzioni di Piazza del Commercio a Lisbona. Vicino, di fronte al mare, vi sono tre grandi cannoni antichi che ricordano i tempi che hanno segnato una forte presenza portoghese. Il lungomare, che si estende lungo la baia fino al Palazzo del Governo è la principale area per passeggiare la sera e nel week-end.

### Architetture religiose
Dal punto di vista religioso, gli edifici più rilevanti sono:
- Chiesa della Concezione in Balide: centro parrocchiale attuale affiancante una nuova chiesa.
- Chiesa di Motael

## Società

### Ospedali
Prospettive di assistenza sociale stanno potenziando la maternità Leonor Dias del 1947, disattivata e degradata.
Altri ospedali sono:
- Ospedale Dr. Antonio Cândido de Carvalho
- Ospedale Militare
- Ospedale Nazionale Guido Valadares

### Istituzioni, enti e associazioni
- BNU
- Sapt (Società Agricola)
- Missione portoghese: con sede nella costruzione ACAIT

### Religione
La città è sede dell'arcidiocesi cattolica di Dili.

## Cultura

### Centri culturali

#### Centro culturale di Fukun
Un centro culturale di Fukun, in un progetto sostenuto dall'UNESCO e dalla Banca Mondiale ha recentemente intrapreso il recupero dell'ex caserma di fanteria per la creazione del Centro culturale di Fukun, dotando la capitale di Timor Est di spazi studiati appositamente per mostre, sale riunioni, negozi e una vasta gamma di servizi di supporto.

#### Centro culturale portoghese
Il Centro culturale portoghese è stato istituito nel 2001 e comprende una biblioteca, che contiene opere in lingua portoghese e portoghese-brasiliano e che parlano dell'Africa e di Timor Est, uno spazio multimediale con connessione internet gratuita, una biblioteca video, con circa 150 film lusofoni, e una biblioteca di registrazione con migliaia di ore di musica classica e musica popolare lusofona.

### Istruzione

#### Scuole
Tra le scuole si segnalano gli edifici della vecchia scuola preparatoria.
- Collegio di San Giuseppe: è un istituto di istruzione secondaria cattolica (giovani tra i 15 e i 18 anni), fondato dalla diocesi di Dili nel 1983/84. Nel 1993 la direzione della scuola è stata affidata alla Compagnia di Gesù. Durante l'ondata di violenza che ha seguito il referendum per l'indipendenza nell'agosto 1999, la scuola è stata trasformata in un campo profughi, dando protezione a quasi 5 000 persone. La scuola ha attualmente 330 studenti, di cui 50 seminaristi del Seminario-Minore di Nostra Signora di Fatima, che si apprestano a diventare sacerdoti.
- Scuola Industriale e Commerciale Silva Cunha: costruita nel 1964.
- Liceo Dr. Francisco Machado: eretto nel 1960 e restaurato con il sostegno del Comune di Lisbona.

Gli ultimi due istituti sono stati integrati all'Università Nazionale di Timor Est.

#### Università
- Università Nazionale di Timor Est: è un'istituzione di alta cultura fondata nel 2000 a Dili, creata dopo la completa vandalizzazione dei locali dell'ex Universitas Timor Timur, a seguito della distruzione che seguì il referendum per l'indipendenza, nel 1999. Opera nei locali restaurati del vecchio Liceo Dr. Francisco Machado e ha il sostegno internazionale. Come regola generale, le lezioni sono tenute in inglese.

Inaugurato nel 2001, il Centro di Lingua portoghese ha sede nei locali dell'Università Nazionale di Timor Est, garantendo una laurea in portoghese e culture lusofone e occupando il proprio spazio con materiale bibliografico e multimediale, in zone di pedagogia, linguistica, letteratura e storia. Il Centro di Lingua Portoghese tiene anche corsi di formazione extrascolastica e di sviluppo in lingua portoghese, progettato per i settori internazionali di pubblica amministrazione e i settori giornalistico, bancario, dell'ospitalità e del turismo a Timor, intermedi e superiori.

### Media

#### Radio
A Dili era attiva la stazione trasmittente radio, costruita nel 1970.

## Amministrazione

### Gemellaggi
Dili è gemellata con le seguenti città:
- Barcellona
- Canberra
- Coimbra
- Darwin, dal 2003
- Lisbona
- Okinawa
- San Paolo
- Sydney

## Infrastrutture e trasporti

### Aeroporti
La città è servita dall'Aeroporto Internazionale Presidente Nicolau Lobato il maggiore di tutta l'isola, che smista il traffico aereo in entrata e in uscita. Esso è stato così rinominato, dopo l'indipendenza, in onore del leader indipendentista Nicolau Lobato ed è utilizzato sia per i voli civili che per quelli militari.